# Czerniakowo (rejon totiemski)
Czerniakowo (ros. Черняково) – wieś w Rosji, w rejonie totiemskim obwodu wołogodzkiego. W 2010 r. liczyła 301 mieszkańców.